# Nikólaos Deligiánnis
Pour les articles homonymes, voir Deligiannis (homonymie)
Nikólaos Pétrou Deligiánnis (en grec moderne : Νικόλαος Πέτρου Δηλιγιάννης ; Athènes, 1845 - Paris, 5 janvier 1910) est un homme politique grec, brièvement Premier ministre de Grèce de janvier à juin 1895.

## Biographie
Né à Athènes, il est le fils de Pétros Deligiánnis (el), trois fois Ministre des Affaires étrangères de Grèce (1841, 1849 & 1863), issu de la puissante famille Deligiannis de Langádia en Arcadie, primats (en) du Péloponnèse.
Il étudie le droit à l'université d'Athènes et intègre le corps diplomatique. Il est tout d'abord secrétaire à l'ambassade de Grèce à Constantinople, puis ambassadeur à Belgrade (1881-1885), Paris (1885-1893) et à Madrid. Après une période à Athènes, il retourne à Paris comme Ambassadeur de Grèce. En 1899, il représente à Grèce à la Première conférence de La Haye. Il est également membre fondateur du comité olympique hellénique.
Lors de la chute du septième et dernier gouvernement (el) de Charílaos Trikoúpis en janvier 1895, le roi Georges Ier le nomme Premier ministre d'un gouvernement de transition (el) composé de non-parlementaires, où il est également ministre des Affaires étrangères et ministre de l'Intérieur. Les élections législatives en mai de la même année sont remportées par le parti de Theódoros Deligiánnis, un cousin germain de son père, qui lui succède comme Premier ministre le 31 maijul. 1895. Nikólaos Deligiánnis redevient Ambassadeur de Grèce à Paris. Il y meurt et est enterré au cimetière de Boulogne.

## Famille
Sa femme est Amalía Baltatzí (el), sœur d'une dame de compagnie de la reine Olga, et d'Élena (Élisa) Baltatzí, femme d'Aléxandros Tombázis (el), ambassadeur à Belgrade. Ils ont trois enfants. Leur fille et un fils, officier de la Marine hellénique, meurent avant lui. Le troisième enfant, Pétros Deligiánnis, également diplomate, est secrétaire à l'ambassade de Grèce à Washington (en), et dirige les services consulaires de l'ambassade de Grèce à Paris en 1890.
Il ne doit pas être confondu avec son cousin Nikólaos Deligiánnis (juriste) (el) (1831-1890), fils de Panágos (el) et frère du Premier ministre Theódoros Deligiánnis, qui fut Président de la Cour de cassation (Aréopage) en 1885-1890.